# Karl Brugmann
Karl Brugmann (Wiesbaden, 16 de março de 1849 — Leipzig, 29 de junho de 1919) foi um linguista da Alemanha. Ele é considerado uma referência em linguística indo-europeia.

## Biografia
Estudou nas universidades de Halle e Leipzig. Foi professor do ensino fundamental e médio em Wiesbaden e também em Leipzig, e em 1872-77 foi assistente do Instituto Russo de Filologia Clássica. Em 1877 ele foi leitor na Universidade de Leipzig, e em 1882 tornou-se professor de filologia comparativa na instituição. Em 1884 ele ocupou a mesma posição na Universidade de Freiburg, mas retornou para Leipzig em 1887 como sucessor de Georg Curtius; para o resto de sua vida profissional (até 1919). Brugmann foi professor de Sânscrito e Linguística comparativa desde então.
Como um homem jovem, Brugmann se alinhou com a escola emergente neogramática, que afirmava a inviolabilidade das leis fonéticas e aderia a uma metodologia de pesquisa rigorosa. Assim como colocava pressão sobre a observação das leis fonéticas e seu funcionamento, ele enfatizou a operação da analogia como um importante fator linguístico nas línguas modernas. Como editor conjunto com Curtius dos Estudos em grego e gramática latina, ele escreveu um artigo sobre seu trabalho a respeito dos sons nasais, no qual defendia teorias tão radicais que vieram mais tarde a serem refutadas por Curtius.
A fama de rugmann repousa sobre os dois volumes sobre fonologia, morfologia e formação de palavras que contribuíram para os cinco volumes Grundriss der vergleichenden Grammatik der indogermanischen Sprachen ("Esboço da gramática comparativa das línguas indo-germânicas"), publicados de 1886 a 1893. Os outros três volumes foram escritos por Berthold Delbrück e forneceram um relato ainda insuperável da sintaxe proto-indo-europeia. O trabalho de Brugmann transbordou os limites que lhe são atribuídos, de modo que o primeiro volume foi dividido em duas partes. Com os índices separados em um volume extra, os dois volumes foram transformados em quatro.
Em 1902-1904, Brugmann publicou uma versão resumida e ligeiramente modificada de sua gramática, o que ainda é considerado uma obra de referência útil por alguns, mas não contém a riqueza de dados das versões mais longas. Existe uma tradução francesa desta versão resumida.
A lista total das obras de Brugmann é muito maior do que o especulado. Algumas delas foram importantes em seu tempo e algumas ainda são de interesse contínuo, mas é nas duas edições do Grundriss que sua reputação repousa. Eles continuam a ser indispensáveis para todos os indo-europeísta e de grande interesse para qualquer pessoa interessada na linguagem.
Brugmann foi condecorado pelo rei da Saxônia, e em 1896 ele foi convidado para participar do jubileu da Universidade de Princeton, onde recebeu o grau de doutor em leis.

### Brugman e a Linguística
Brugmann pertencia à terceira geração de linguistas do século XIX. Os pioneiros compreendiam Rask, Bopp e Grimm. A segunda, incluindo figuras como August Schleicher, tendo em vista a linguística estabelecida como uma disciplina acadêmica, tanto em universidades quanto como em um paradigma de desenvolvimento de conhecimento, com estudos conscientes dos trabalhos dos colegas. Brugmann, encontrando assim, a linguística como uma disciplina relativamente amadurecida (julgou-a com 60 anos em 1878). Seu objetivo principal foi a reconstrução da língua protoindo-europeia e os primeiros artigos influentes de Brugmann eram ambos contribuintes para este objetivo. Publicado em 1876, quando ainda era um professor escolar, eles eram claramente controversos sendo a controvérsia uma característica definidora de alguns dos escritos posteriores de Brugmann. Foram estas as primeiras grandes contribuições substancialmente, mas simplesmente remodelando a fonologia Indo-Europeia, reinterpretando seu inventário de vogais e reconhecendo que tinha nasais silábicos subjacentes. Este último ilustra sua abertura à evolução fonética e fonologia gerais, ao contrário de muitos linguistas históricos antes dele. Brugmann é mais conhecido como um líder entre os “neogramáticos”. Este punhado de estudiosos e seus co-pensadores contemporâneos eram academicamente jovens, partiam de um princípio de revitalização da linguística e considerando o que eles viam como não-científicos como falhas românticas. Brugmann co-fundou o jornal Morphologische Untersuchungen, para divulgar ideias da neogramática, o prefácio do seu primeiro volume (de 1878) é agora conhecido como o “Manifesto da neogramática”. Escrito por Brugmann (e também assinado por Hermann Osthoff), define os pressupostos teóricos do movimento da neogramática. Estes não eram incrivelmente novos em 1878 - como o "manifesto" explica, já haviam sido pensados em trabalhos anteriores -, mas sua formulação por Brugmann de uma forma concisa e coerente teve um impacto considerável devido à explicitação clara feita por ele a respeito das contradições com as premissas de antecessores e contemporâneos. Usando a terminologia moderna, estes princípios podem ser resumidos da seguinte forma: (i) fonológicos: mudança se dá por meio da inovação regular, subconscientes 'leis de som' que não permitem exceções - para qualquer mudança, todas as ocorrências de um segmento no meio em causa serão modificadas (isto é, referido como a "regularidade" ou hipótese sem exceções, que ajudou a mudança na linguística da reconstrução comparativa claro para tentativas de vincular reconstruída as formas comprovadas através da formulação de processos fonológicos históricos), (ii) outro mecanismo que pode levar a mudanças na forma de um morfema é uma analogia com um membro do paradigma morfológico paralelo (por vezes referido como "associação da forma"), (iii) as línguas que os linguistas reconstroem tinham exatamente o mesmo tipo de propriedades linguísticas como línguas têm hoje (muitas vezes referida como regularidade), (iv) existem linguagens na mente humana e não são organismos autônomos que possam “ser jovens”, “envelhecer”,” melhorar” ou “decair”. Pontos (i) e (ii) são os princípios metodológicos principais, e todos os quatro são atualmente pressupostos fundamentais em muitos livros da linguística, com exceção talvez a partir do (i), o qual pode ter tido um reconhecimento complicado da “difusão léxica”, que parece espalhar gradualmente através do léxico, de modo que nem todas as palavras são afetadas ao mesmo tempo, embora apresentem o mesmo ambiente fonológico; no entanto, muitos linguistas em 2003 ainda reivindicam alguma versão da hipótese de regularidade como pressuposto metodológico orientador crucial. Os princípios são equipados com a suposição geral de leis universais e uniformidade na natureza da ciência do século XIX. Brugmann aplicado estes princípios em muitas contribuições para a história das línguas indo-europeias, especialmente latim e grego. Para este último, ele produziu uma gramática detalhada (1885), reconhecida como uma das mais claras e mais abrangentes para qualquer idioma individual. Embora historicamente focado, ele também descreveu a fonologia sincrônica, morfologia e sintaxe do grego antigo (na verdade, descrição sincrônica foi dada como certa pelos neogramáticos, embora não seja vista como um objetivo por si só). Sua maior obra foi o seu vasto compêndio de conhecimento sobre línguas indo-europeias e os Indo-Europeus, a Grundriß. Este foi publicado em várias partes (alguns escritos por Berthold Delbrück), a partir de 1886, com uma segunda edição logo depois. Uma empresa gigantesca, o Grundriß resumiu o estado da arte em estudos comparativos e históricos Indo-Europeia, a ciência-piloto linguística. Ela continha os resultados do trabalho de muitos estudiosos, incluindo a de Brugmann, além de incentivos para os pesquisadores subsequentes para resolverem os problemas inexplicáveis. Naturalmente, bolsas de estudos subsequentes reviram os resultados que os registros Brugmann produziu, mas Grundriß de Brugmann tem resistido ao teste do tempo como uma fonte notável de dados e hipóteses sobre mais velhas línguas indo-europeias. A segunda edição do Grundriß estava quase concluída quando Brugmann morreu. Nesse meio tempo, ele havia publicado uma prévia, ainda em revisão, a versão de um volume, que ajudou a fundar a revista Indogermanische Forschungen, e publicou um número notável de outras peças, principalmente na fonologia e morfologia, mas também sobre a sintaxe e significado. Enquanto isso, as controvérsias a respeito de algumas de suas opiniões e análises de Brugmann não conseguiram invalidá-las, Brugmann conseguiu imenso respeito durante sua vida. Ele era um mestre absoluto dos temas ao vivo em linguística, e também um professor grande, organizador e diplomático. Muitos estudantes e colaboradores chegaram a Leipzig, incluindo Saussure, Bloomfield e Trubetzkoy, que desempenharam papéis importantes no final do desenvolvimento da linguística sincrônica "moderna", e a influência de Brugmann é de forma alguma limitada àqueles que trabalham em problemas históricos. A abordagem sistemática, científica neogramática foi transmitida às linguísticas formais contemporâneas. A hipótese de "regularidade" foi o primeiro princípio explicativo em linguística: leis de som poderiam ser mostradas para serem consideradas certas ou erradas, porque eles fizeram previsões sobre em quais segmentos dos ambientes elas mudariam. Se uma palavra pode ser encontrada onde um segmento alvo de uma lei não mudou, ou um integrante (fonológico, dialético ou analógico) da explicação tinha de ser encontrado, ou o direito de som teve de ser reformulado ou rejeitado. Este tipo de argumentação foi transmitido à característica crucial em linguística gerativa. Outra contribuição neogramática estava em legitimar plenamente a investigação do falante interno, de forma endógena de mudança de idioma em seu próprio direito, ou seja, como um sistema autônomo que pode sofrer alterações causadas e limitados por fatores puramente linguísticos (por exemplo fonológicos, morfológicos). Brugmann não recuou em debates acadêmicos, e a maior parte de seu trabalho foi a explicação cuidadosa e criativa de dados. Ele teve uma vida familiar feliz, foi adorado pelos seus colegas, e morreu no cargo em Leipzig em 1919.

## Trabalhos
- Morphologische Untersuchungen auf dem Gebiete der indogermanischen Sprachen, with Hermann Osthoff (“Esboço da gramática comparativa das línguas indo-germânicas”; 6 vols.)
- “A Problem of Homeric Textual Criticism” (Um Problema de Criticismo Textual Homérico)(1870)
- “Lithuanian Folk Songs and Tales” ("Contos e cantigas lituanos")(with August Leskien; 1882)
- “The Present Position of Philology” ("A Presente Posição da Filologia")
- “Greek Grammar" ("A Gramática Grega")
- “Short Comparative Grammar” ("Gramática Comparativa Grega") (1902)
- "Die syntax des einfachen satzes im indogermanischen" (1925)

With Wilhelm Streitberg, he founded the journal Indogermanische Forschungen (“Pesquisa Indo-Germânica”)